# Stein Kollshaugen
Stein Kollshaugen (ur. 16 lutego 1956 w Gjøviku) – norweski piłkarz występujący na pozycji napastnika.

## Kariera klubowa
Kollshaugen karierę rozpoczynał w sezonie 1974 w pierwszoligowym zespole Raufoss IL. W tamtym sezonie spadł z nim do drugiej ligi. Tam w barwach Raufoss występował przez cztery sezony. W 1979 roku został graczem pierwszoligowego Moss FK. W sezonie 1979 wywalczył z nim wicemistrzostwo Norwegii, a w sezonie 1983 wygrał rozgrywki Pucharu Norwegii.
W 1985 roku Kollshaugen odszedł do drugoligowego Hamarkameratene. W sezonie 1985 awansował z nim do pierwszej ligi, ale w sezonie 1987 spadł z powrotem do drugiej. W 1988 roku zakończył karierę.

## Kariera reprezentacyjna
W reprezentacji Norwegii Kollshaugen zadebiutował 20 maja 1980 w wygranym 1:0 towarzyskim meczu z Bułgarią. 4 czerwca 1980 w przegranym 1:3 pojedynku Mistrzostw Nordyckich z Danią strzelił swojego pierwszego gola w kadrze. W latach 1980–1983 w drużynie narodowej rozegrał 7 spotkań i zdobył 2 bramki.
W 1984 roku znalazł się w kadrze na Letnie Igrzyska Olimpijskie, zakończone przez Norwegię na fazie grupowej.